# Kato Svanidze
Ekaterine "Kato" Svimonis asuli Svanidze (2 tháng 4 năm 1885 – 22 tháng 11 năm 1907) là vợ đầu của Iosif Vissarionovich Stalin và mẹ đẻ của đứa con trai trưởng Iakob Jughashvili của ông.
Nguyên quán ở Racha, miền tây Gruzia, Svanidze chuyển lên Tiflis cùng với anh chị em trong nhà và làm nghề may vá ở đây. Em trai cô, Aleksandre, là một người thân tín của Stalin, khi đó vẫn đang dùng cái tên khai sinh Ioseb Jughashvili. Năm 1905, Aleksandre làm mối cho Svanidze và Stalin; vào năm 1906, hai người làm đám cưới. Cô sinh đứa con đầu lòng Iakob cho Stalin một vài tháng sau và cặp vợ chồng chuyển tới Baku để tránh các vụ bắt bớ của chính quyền Sa hoàng. Svanidze không may ngã bệnh do thời tiết nơi đây và phải trở về Tiflis vào năm 1907, song qua đời ít lâu sau vì typhus hoặc lao phổi. Cái chết của cô đã tác động rất lớn đến Stalin, người mà vốn rất quan tâm đến vợ. Ông bỏ mặc Iakob cho gia đình bên ngoại nuôi nấng và hiếm khi về thăm con, dốc hết tâm lực cho cách mạng.

## Gia quyến Svanidze
Ekaterine Svanidze sinh ra ở Baji, một ngôi làng nhỏ tại Racha, Gruzia, khi đó thuộc Tỉnh Kutais bên trong Đế quốc Nga. Cha cô là Svimon, một công nhân đường sắt và địa chủ; mẹ cô là Sepora, hậu duệ của một gia đình tiểu quý tộc Gruzia. Cô lớn lên cùng người chị gái Aleksandra (Sashiko; k. 1878–1936), cô em gái Maria (Mariko; 1888–1942), và cậu em trai Aleksandre  (Alyosha; 1886–1941).

## Thiếu thời ở Tiflis
Trong khi bố mẹ họ chuyển đi Kutaisi, bốn chị em nhà Svanidze chuyển lên Tiflis (nay là Tbilisi) và sống chung trong một căn nhà trên Quảng trường Erivan (nay là Quảng trường Tự do) phía sau trụ sở Quân khu Nam Kavkaz. Alyosha là thành viên chi nhánh Gruzia của Đảng Lao động Dân chủ Xã hội Nga (Bolshevik) và là thân tín của Ioseb Jughashvili (sau này lấy tên Iosif Stalin). Ba chị em nhà Svanidze làm thuê cho một thủ công xưởng thuộc sở hữu của thợ may người Pháp, Bà Hervieu. Tại đây, họ may vá quân trang phục cho giới sĩ quan quân đội và các phu nhân của họ. Người chị cả Sashiko về sau cưới Mikheil Monaselidze, một đảng viên Bolshevik khác, quen Jughashvili từ hồi còn học ở Chủng viện Tâm linh Tbilisi.
Năm 1905, Alyosha mời Jughashvili về sống chung cùng ba chị gái và anh rể của ông. Vì thủ công xưởng thường được ghé thăm bởi khách hàng thượng lưu của ba chị em Svanidze, cộng với vị trí trung tâm của nó trong thủ phủ, nơi đây lý tưởng để trốn tránh cảnh sát. Monaselidze sau này kể lại: "Chỗ chúng tới vượt trên sự nghi ngờ của cảnh sát. Trong khi những anh bạn của tôi đang làm những việc phi pháp trong một căn phòng nào đó, thì vợ tôi đang ướm thử quần áo cho các bà phu nhân tướng quân ở phòng bên." Nhiều khả năng Jughashvili mới gặp gỡ Svanidze tại thời điểm này, song cũng có thể là trước đó vì ông cũng từng lẩn trốn trong nhà bố mẹ cô.
Jughashvili không lâu sau nảy sinh tình cảm với Svanidze; ông về sau có kể cho con gái khác mẹ Svetlana rằng, Svanidze "rất ngọt ngào và xinh đẹp: cô ấy làm tan chảy trái tim ta." Theo Iremashvili, bản thân Svanidze "ngước nhìn [Jughashvili] 'như một á thần' nhưng cô hiểu anh ta. Cô bị hút hồn bởi [Jughashvili], và mê hoặc trước những ý tưởng của anh ta." Theo bình chú của Montefiore, Svanidze là một người phụ nữ rất có học thức và năng lực. Trên thực tế, cô tham gia chủ động vào phong trào Bolshevik, tổ chức gây quỹ cho Đảng Dân chủ Xã hội và cứu giúp các nhà cách mạng bị thương.

## Hôn nhân

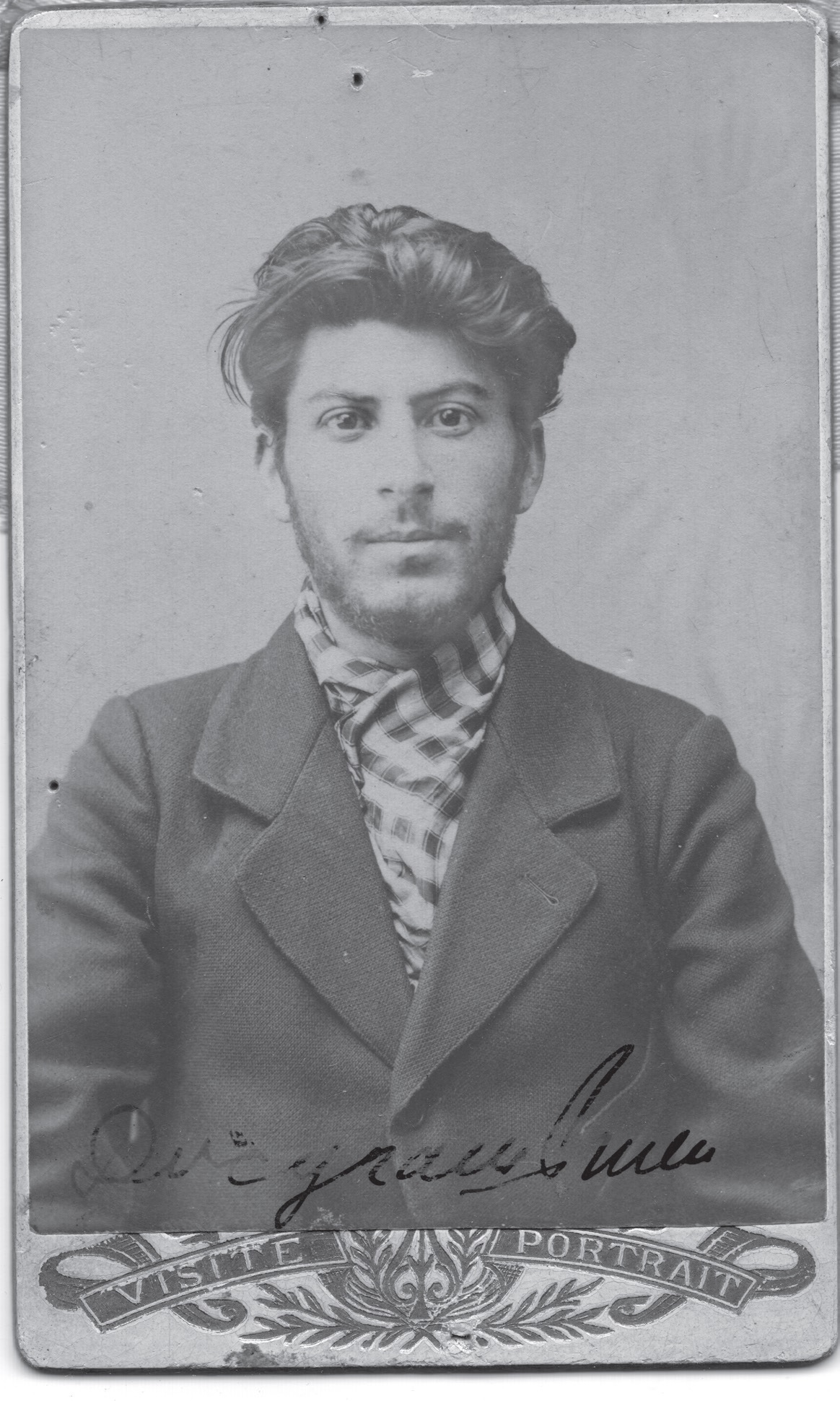
Jughashvili năm 1902

Mùa hè năm 1906, Svanidze và Jughashvili quyết định tiến tới hôn sự. Lúc bấy giờ, cô mới mang thai được ít lâu; không rõ Svanidze có biết mình bụng mang dạ chửa từ trước hay không, tuy nhiên thì nhà sử học Stephen Kotkin cho rằng đây là lý do hai người muốn đám cưới. Giống thân mẫu Jughashvili, Keke Geladze, Svanidze rất sùng đạo và muốn tổ chức đám cưới theo nghi lễ tôn giáo trong nhà thờ; Jughashvili đồng ý mặc dù bản thân vô thần. Việc tìm kiếm một linh mục cử hành lễ cưới gặp nhiều trở ngại, sở dĩ vì Jughashvili sử dụng giấy tờ mạo danh "Galiashvili". Monaselidze rốt cuộc tìm được một linh mục tên là Kita Tkhinvaleli, kỳ thủy cũng là bạn của Jughashvili tại Chủng viện. Tuy nhiên, Tkhinvaleli chỉ đồng ý nếu làm vào buổi đêm. Lễ cưới theo đó được khai mạc vào lúc 2 giờ đêm ngày 16 tháng 7 năm 1906 trong một nhà thờ kế bên nơi ở của Svanidze.
Bữa đêm nhẹ được tổ chức để thiết đãi mười vị khách dự tiệc; tiền bối Bolshevik của Jughashvili, Mikhail Grigoryevich Tskhakaya, có mặt tại đây và đảm nhận danh hiệu tamada của bữa tiệc (người nâng cốc chúc rượu trong các buổi lễ ở Gruzia). Jughashvili không mời mẹ đến và cũng chẳng báo trước cho bà về hôn sự. Sau đám cưới, một sĩ quan cảnh sát có ghé vào ngôi nhà nhưng nhanh chóng rời đi sau khi được Jughashvili hối lộ.
Mặc dù luật pháp quy định phải khai nhận hôn phối trên hộ chiếu nội địa, Svanidze không tuân thủ, bề ngoài là để bảo vệ Jughashvili, người mà đang nằm trong diện theo dõi của Okhrana, lực lượng cảnh sát mật của Sa hoàng. Cô tiếp tục hỗ trợ các hoạt động của Đảng Bolshevik, tiếp nhận một liên lạc viên từ Moskva vào tháng 11 năm 1906. Người này hóa ra là điệp viên hai mang của chính quyền và sau khi hắn ta rời đi, Svanidze và anh họ của cô, Spiridon Dvali, bị bắt giữ vào ngày 13 tháng 11. Svanidze bị cầm cố cùng Dvali với tội danh âm mưu chế tạo bom, lĩnh án tử. Sau sáu tuần tù ngục, Svanidze được phóng thích vì lý do sức khỏe (mang thai bốn tháng) và nhờ sự giúp đỡ của các khách hàng thượng lưu của Sashiko; Dvali cũng nhận ân giảm. Tuy nhiên, Svandize không được phép về nhà mà phải tá túc nhà cảnh sát trưởng hai tháng. Jughashvili thỉnh thoảng thăm cô trong khoảng thời gian này vì viên sĩ quan không biết mặt ông.
Ngày 18 tháng 3 năm 1907, Svanidze sinh Iakob trong sự có mặt của Jughashvili và bà Geledze. Jughashvili tiếp tục hoạt động cách mạng sau khi Yakov chào đời, hiếm khi chơi đùa với con và gọi nó bằng biệt danh thân mật là "Patsan" (nhóc con). Vài tháng sau, Jughashvili tham gia vào vụ cướp nhà băng Tiflis trứ danh. Gia đình Jughashvili do vậy phải chuyển tới Baku để tránh bị bắt. Họ thuê một "căn nhà Tartar với cái trần thấp nằm trên bán đảo Bailov" ngoại ô gần bờ biển. Svanidze cố gắng kiếm việc, nhưng vì phải trông con nhỏ nên chuyện này coi như không thành.

## Ngã bệnh và qua đời

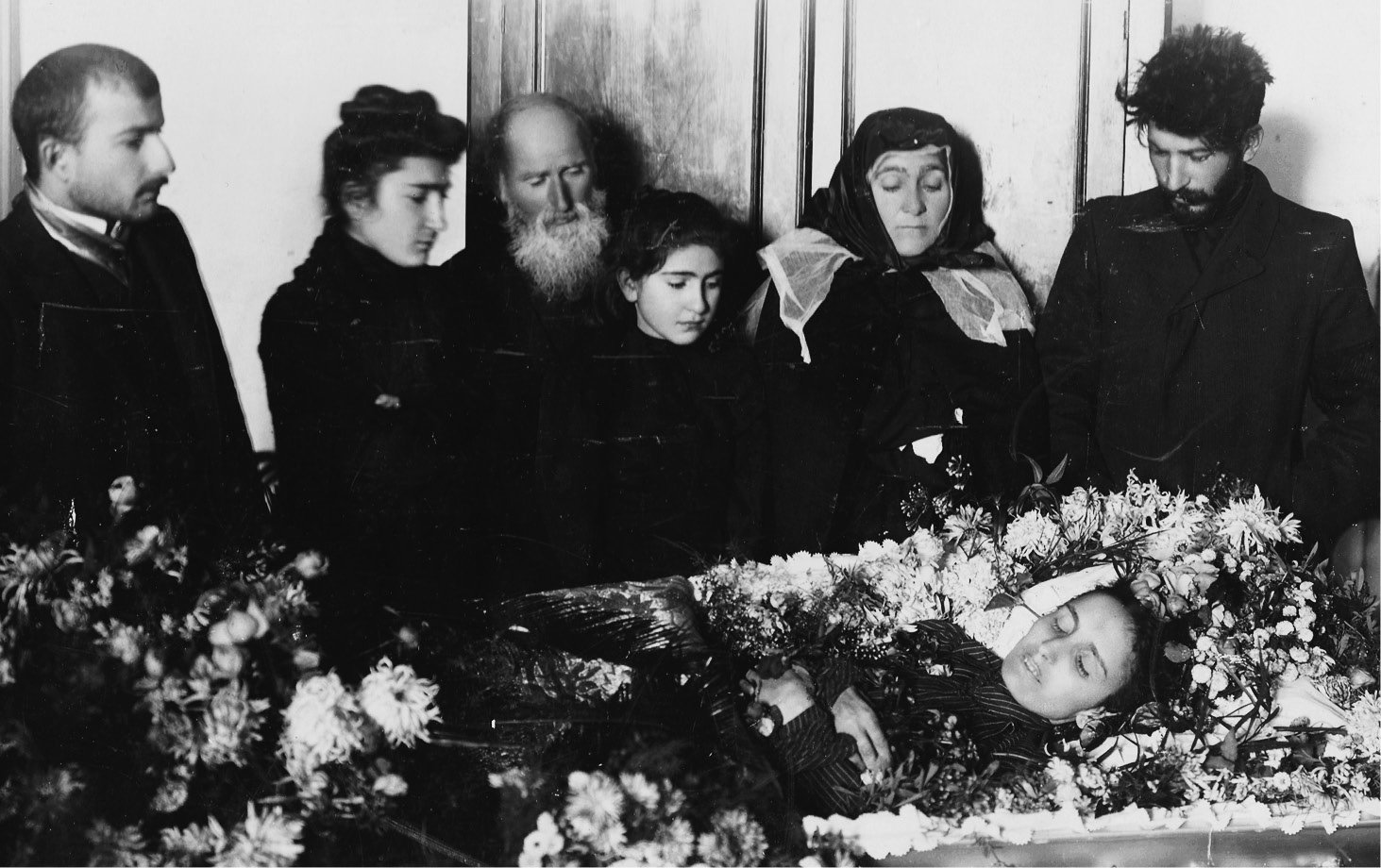
Tang lễ của Kato Svanidze với sự có mặt của gia quyến và người chồng Jughashvili.

Jughashvili thường xuyên vắng nhà, để Svanidze một mình ở chốn đất khách quê người. Căng thẳng vì lo nghĩ cho chồng, cũng như từ sự cô đơn và khí hậu ấm nồm, đã ảnh hưởng xấu đến sức khỏe của Svanidze. Gia đình khuyên cô quay về Racha, nơi khí hậu ôn hòa hơn, để giữ sức và ở cạnh người thân, nhưng cô nhất quyết không chịu bỏ chồng. Tới tháng 10, tình trạng sức khỏe của Svanidze đã càng trở xấu; Jughashvili lo đến độ phải đưa vợ về Tiflis, nhưng ông nhanh chóng phải quay lại Baku. Trên chuyến hành trình dài 13 tiếng đồng hồ về Gruzia, Svanidze uống phải nước bẩn và có lẽ bị nhiễm typhus. Tại Tiflis, cô biểu hiện chứng xuất huyết đường ruột. Jughashvili có về thăm vợ một lần, nhưng chỉ ba tuần sau khi ông rời Tiflis thì vào ngày 22 tháng 11 năm 1907, Svanidze qua đời.
Cái chết của Svanidze được thông cáo trên tờ Tsqaro (წყარო, "Nguồn cội"), và một tang lễ đã được cử hành vào lúc 9 giờ sáng ngày 25 tháng 11 tại cùng nhà thờ nơi cô kết hôn với Jughashvili. Svanidze sau đó được chôn cất tại một nghĩa trang ở quận Kukia của Tiflis. Theo đảng viên Menshevik người Gruzia Ioseb Iremashvili, Jughashvili đã rất quẫn trí trước cái chết của vợ, và có lẽ đã nói tại tang lễ rằng: "Sinh vật này làm nhu mềm trái tim sỏi đá của tôi. Cô ấy đã chết và theo đó chết hết những tình cảm còn lại trong tôi cho nhân loại." Jughashvili về sau cũng từng nói với một người bạn gái rằng, ông "tràn ngập khổ đau đến nỗi các đồng chí [của ông] đã phải tước súng [của ông] đi." Trong lúc phủ cát lên quách, Jughashvili được cho là đã gieo thân mình xuống mộ, nhưng bị những người quanh đó kéo lên. Tuy vậy, Jughashvili không thể nán lại do đang bị truy dấu bởi mật vụ Okhrana. Ông nhanh chóng rời Tiflis và quay lại Baku, bỏ mặc đứa con Iakob 8 tháng tuổi cho họ hàng bên ngoại nuôi. Jughashvili sẽ không trở về thăm con trong nhiều năm tới.

## Những sự kiện về sau
Iakob dành 14 năm tuổi thơ dưới sự che chở của nhà Svanidze. Cậu được đưa lên Moskva vào năm 1921 để sống với cha. Đây là một trải nghiệm khó khăn đối với Iakob chỉ biết nói tiếng Gruzia mà không hiểu tiếng Nga, thêm vào đó thì người cha cũng không quan tâm mấy đến cậu. Các thành viên khác trong gia đình Svanidze cũng chuyển lên Moskva, và Jughashvili, bấy giờ đã lấy tên Iosif Stalin, cũng thi thoảng ghé thăm họ.
Alyosha Svanidze, em trai Ekaterine, cưới nữ ca sĩ opera Maria Anisimovna Korona và thăng tiến trong hàng ngũ Trung ương Đảng Cộng sản Liên Xô. Mariko Svanidze, em gái Ekaterine, cũng chuyển lên Moskva sống và làm thư ký cho Abel Enukidze. Năm 1937, trong cuộc Đại Thanh trừng, Mariko bị bắt giữ cùng với Enukidze, người mà lĩnh án tử hình không lâu sau. Năm 1938, Stalin hạ lệnh bắt giữ Alyosha và vợ ông. Alyosha bị ép phải khai nhận là gián điệp của Đức nhưng ngoan cố chối bỏ. Ông bị tử hình vào năm 1941, trong khi Mariko và Maria bị xử bắn vào năm 1942. Người chị cả của Kato là Sashiko đã qua đời vì ung thư trước cuộc Đại Thanh trừng nên không gặp kết cục như những người em. Con trai của Alyosha và Maria, Ivan Svanidze, về sau cưới con gái duy nhất của Stalin, Svetlana Alliluyeva. Ivan đâm đơn ly hôn vợ vào năm 1959.